# Sfumato (Augen)

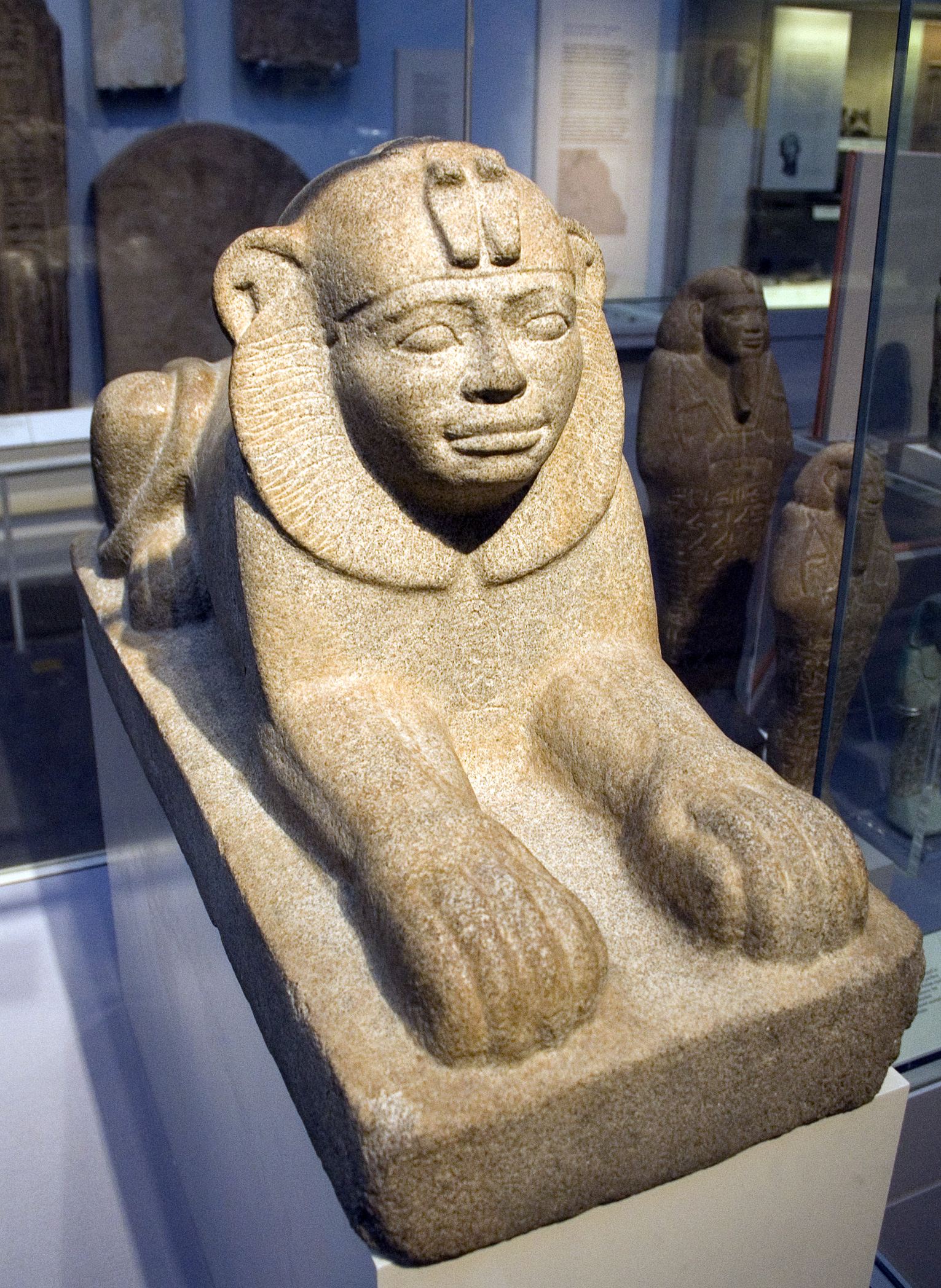
Sphinx des Taharqa mit sogenannten Sfumato-Augen (Britisches Museum in London)

Sfumato wird eine bestimmte Darstellungsweise der Augen in der Ägyptischen Bildhauerei bezeichnet. 
Bei der als sfumato eyes bekannten Augenbildung wölben sich die Augäpfel ohne jede Markierung eines Unterlids aus der Wangenpartie und die oberen Lidränder gehen nahtlos in die Augenbrauenbögen über. wobei die Brauen durch Furchen abgegrenzt werden.
Der Begriff wurde ursprünglich von Pierre Gilbert 1938 eingeführt, als er Kurator der ägyptischen Sammlung in Brüssel war, dann aber 1983 von James F. Romano in seinem Artikel über ein Relief von König (Pharao) Ahmose in Brooklyn neu definiert und allgemeiner verwendet.
Das Sfumato-Auge erscheint erstmals in der Rundplastik des Alten Reiches. Im Neuen Reich erscheint es in Reliefs zu Beginn der 18. Dynastie, in der Bildhauerei jedoch erst zur Zeit Amenophis III. und auch dann nur selten, wie etwa bei der kleinen Sphinx im British Museum in London.

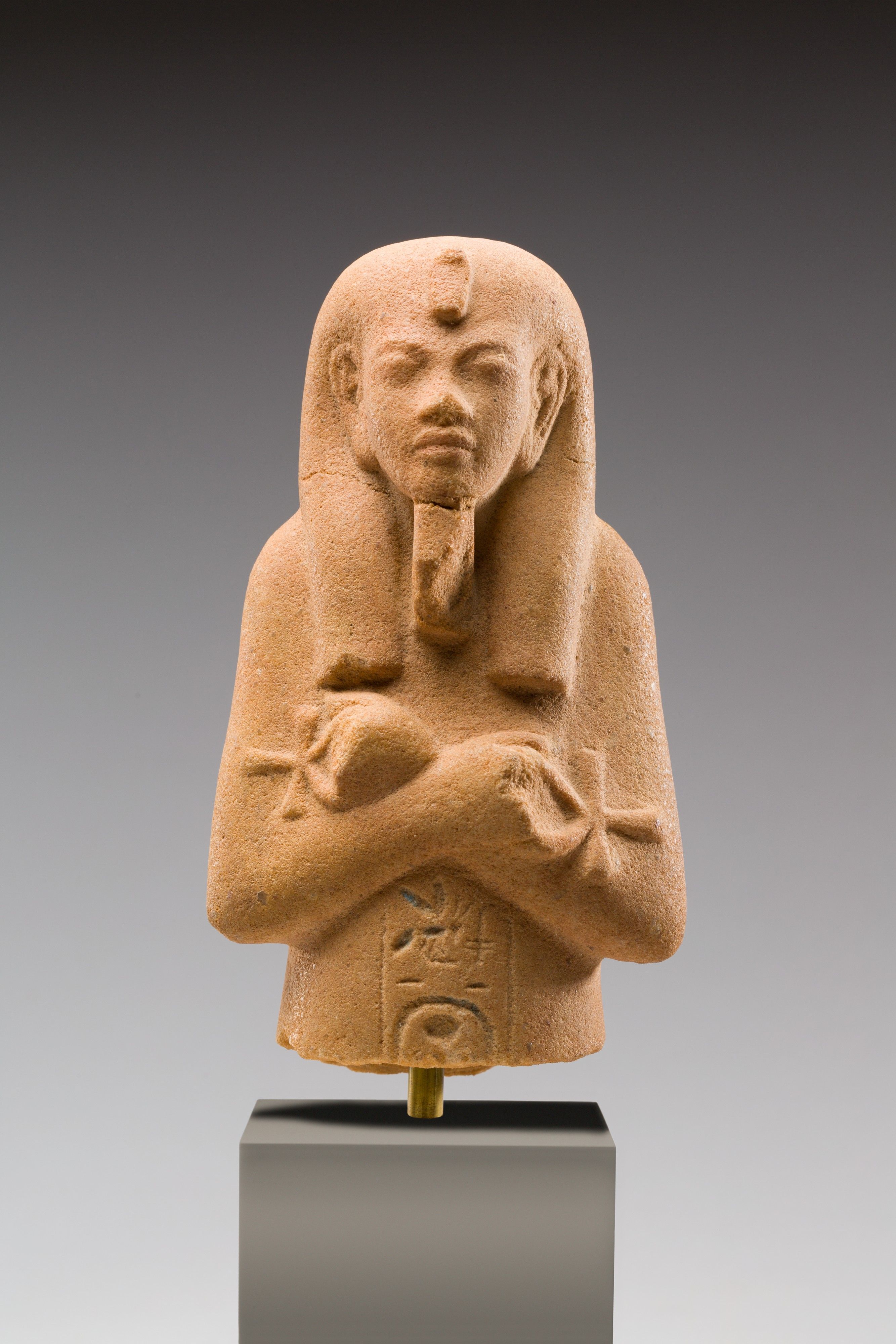
Uschebti (Grabfigur) von Echnaton im Metropolitan Museum of Art

Die Sfumato-Augen sind ein häufiges Merkmal der Amarna-Grabkunst, wie bei der Grabfigur des Echnaton.